# Palyas
Palyas is een geslacht van vlinders van de familie spanners (Geometridae), uit de onderfamilie Ennominae.

## Soorten
- P. aura Cramer, 1775
- P. divitaria Oberthür, 1916
- P. leprosa Herbulot, 1988
- P. locuples Oberthür, 1916
- P. maculicosta Dognin, 1923
- P. micacearia Guenée, 1858
- P. pallicosta Felder & Rogenhofer, 1875